# 洞庭湖
洞庭湖（どうていこ、拼音: Dòngtíng hú ドンティンフー）は、中華人民共和国湖南省北東部にある淡水湖。中国の淡水湖としては鄱陽湖に次いで2番目に大きい。全体的に浅く、長江と連なっていて、その大量の水の受け皿となっており、季節ごとにその大きさが変わる。湖北省と湖南省はこの湖の北と南にあることからその名が付いた。

## 地理

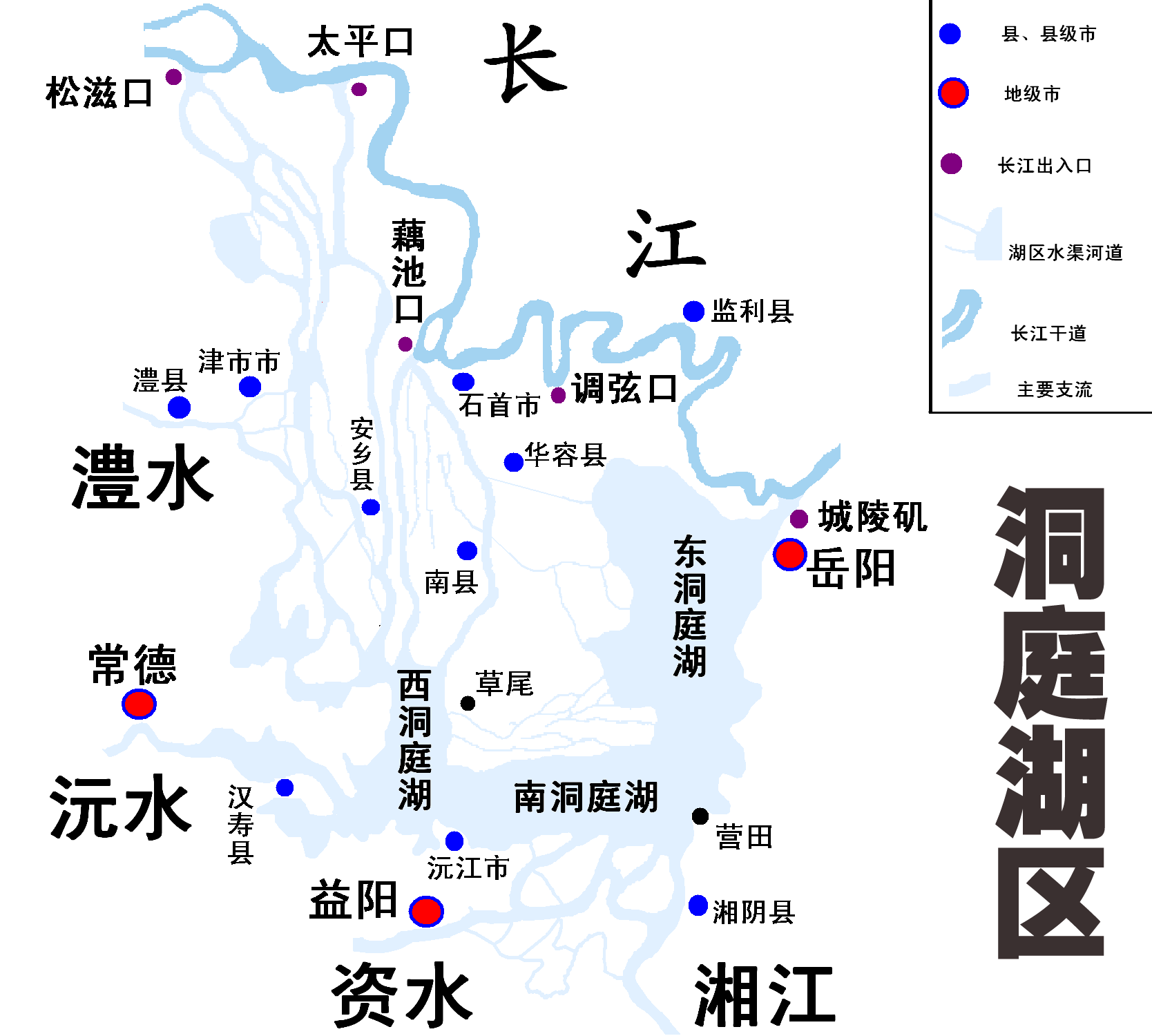
洞庭湖と、洞庭湖に流入する湖南省四大河川。長江からの流入口も複数ある

7月から9月にかけて長江から大量の水が流れ込み、湖の面積が広がる。通常期の湖の面積は2,820km²（琵琶湖の約4倍）だが、長江から膨大な量の水と堆積物の流入によって増水期は20,000km²（関東平野や四国よりも広い面積）にも及ぶ広さになるという。洞庭湖に流入する河川には、湖南省四大河川といわれる湘江・資江・沅江（げんこう）・澧水（れいすい）などがある。海を航行できる程の規模の船でも、長江から洞庭湖・湘江と経由して長沙にたどり着くことができる。ただし、近年は長江上流の森林伐採、湖への泥砂の流入の増加および三峡ダムのせき止めにより、湖の水位が低下してしまう。
洞庭湖にはカラチョウザメ、スナメリなど、周辺の干潟、ヨシ原などの湿地にはソデグロヅル、コウノトリなどの鳥類が生息している。北東部の東洞庭湖は1992年に、南部の南洞庭湖と西部の西洞庭湖は2002年にラムサール条約にそれぞれ登録された。
湖中には君山島などの島があり、1988年に湖畔の岳陽楼などと共に中華人民共和国国家重点風景名勝区に認定された。

## 歴史
漢代から、洞庭湖北部を雲夢大沢（うんぼうだいたく）と呼んでおり、現在の湖北省にあたる地域ではその栄養豊かな堆積物が農業用に珍重され、多くの田が造られてきた。その後も北部では港などの開発が進み、湖の南部が長江からの水の流入を主に受け入れるようになっている。
かつて、洞庭湖は中国で最も面積の大きい（淡水）湖であり、八百里洞庭と言われていた程であったが、長江からの年間1億4000万トンにものぼる土砂流入によって縮小が進み、現在では鄱陽湖につぐ大きさとなって、さらに農業用地として利用が進んでいるため小さくなってきている。
2024年7月5日、湖南省岳陽市華容県で洞庭湖の堤防が決壊。地域住民の避難が行われた。

## 文化と名勝

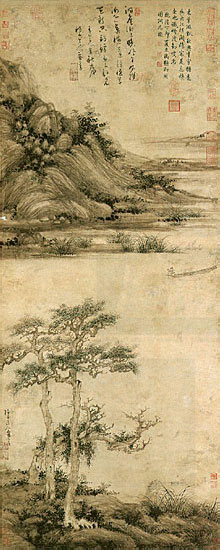
呉鎮『洞庭漁隠図』（台北国立故宮博物院）

洞庭湖と岳陽楼。「楼閣山水図」1750年頃

洞庭湖一帯では古くから歴史と文学と神話がはぐくまれてきたことで知られている。ドラゴンボートによるレースは洞庭湖の東岸に始まったとされ、その由来はこの湖に流入する川である汨羅江（べきらこう）に入水自殺した戦国時代の詩人・屈原の遺体を探し出そうとしたことにあるとされている。
北東岸にある岳陽楼（湖南省岳陽市）は杜甫の「岳陽楼に登る」をはじめ多くの詩人に詠まれ、范仲淹の「岳陽楼記」（先憂後楽の出典）がつくられたことで有名である。
昔は洞庭湖の中に浮かぶ島であった君山（くんざん）（zh）は、現在は岸とつながっているが、かつて多くの道士が隠棲しており、湘江の女神・湘君が遊んだところとして知られる。現在は君山銀針という希少な中国茶の産地である。岳陽楼付近から船で渡ることができる。
洞庭湖の南方の、瀟水と湘江が合流する一帯から洞庭湖にかけての景色は「瀟湘湖南」と称されて親しまれてきた。これに古代の帝王・舜が葬られたとされている九嶷山を取り入れた景観もまたその美しさで知られ、多くの詩が詠まれてきた（劉禹錫の「瀟湘曲」など）。宋代から、このあたりの景観を主に八つの景色とし、瀟湘八景をテーマとした山水画を描くことが流行した。この方式が日本にも広まり、近江八景や金沢八景などの元となった。

## 主な湖岸の都市
- 益陽市
- 岳陽市
- 常徳市